# ای‌ام‌دی زودیاک
ای‌ام‌دی زودیاک (به انگلیسی: AMD_Zodiac) یک هواگرد ملخ‌پیشین تک‌موتوره از نوع هواپیمای دست‌ساز ساخت شرکت Aircraft Manufacturing and Design است. این هواگرد در سال ۱۹۸۴ میلادی رسماً معرفی گردید و در سال‌های ایستمن، جورجیا تولید شده‌است. در مجموع، تعداد ۱۰۰۰ فروند از این هواگرد ساخته شده‌است.
طراح این هواگرد، Chris Heintz بود.